# Кристалографија
Кристалографија је експериментална наука која се бави одређивањем распореда атома у кристалном чврстом материјалу (погледајте кристалну структуру). Реч „кристалографија“ изведена је од грчких речи crystallon „хладна кап, смрзнута кап“, с тим да се њено значење проширује на све чврсте материје са одређеним степеном прозирности, и graphein „писати“. У јулу 2012, Уједињене нације су препознале значај кристалографске науке проглашавајући да ће 2014. бити Међународна година кристалографије. Кристалографија са другим природним наукама, као што је минералогија и наука материјала, хемија и физика. Кристалографија је у другим математичко-природним наукама синоним за анализу кристалних структура. Примери тема обухваћених кристалографијом су: форме кристала, морфолигија кристала, стереографске пројекције кристални функција, једначине зона, врсте раста кристала, принципи симетрија, 14 Браве-тараба (од моноклиног-орторомбског система), 32 тачне-групе, просторне групе, и рендгенографске анализе кристала.
Пре развоја рентгенске дифракционе кристалографије, проучавање кристала се базирало на физичким мерењима њихове геометрије помоћу гониометра. То је подразумевало мерење углова лица кристала релативно једних на друге и према теоретским референтном осама (кристалографске осе), и утврђивање симетрије датог кристала. Положај у 3Д простору сваког кристалног лица исцртан је на стереографској мрежи као што је Вулфова мрежа или Ламбертова мрежа. Пол на сваком лицу је приказан на мрежи. Свака тачка је означена својим Милеровим индексом. Коначни приказ омогућава успостављање симетрије кристала.
Кристалографске методе зависе од анализе дифракционих образаца узорка циљаним снопом неког типа. Рендгенски зраци се најчешће користе. Остали зраци у употреби укључују електроне или неутроне. Кристалографи често изричито наводе врсту зрака који се користи, као што је то случај у терминима рендгенска кристалографија, неутронска и електронска дифракција. Ове три врсте зрачења формирају интеракције са узорком на различите начине.
- Рендгенски зраци формирају интеракције са просторном расподелом електрона у узорку.
- Електрони су наелектрисане честице и због тога су у интеракцији са укупном расподелом наелектрисања и атомских језгара и електрона узорка.
- Атомска језгра распршују неутроне дејством јаких нуклеарних сила, а осим тога, магнетни момент неутрона није нула. Они су такође расејани дејством магнетних поља. Када се неутрони расеју из материјала који садрже водоник, они стварају дифракционе обрасце са високим нивоом шума. Међутим, материјал понекад може бити третиран тако да је водоник замењен деутеријумом.

Због ових различитих облика интеракције, три врсте зрачења су погодне за различите кристалографске студије.

## Теорија
Конвенционалним техникама снимања као што је оптичка микроскопија, добијање слике малог предмета захтева сакупљање светлости помоћу сочива. Резолуција било ког оптичког система ограничена је границом дифракције светлости, која зависи од његове таласне дужине. Стога, свеукупна јасноћа добијених кристалографских мапа електронске густине у великој мери зависи од резолуције дифракционих података, који се могу категорисати као: ниски, средњи, високи и атомски. На пример, видљива светлост има таласну дужину од око 4000 до 7000 ангстрома, што је три реда величине дуже од дужине типичних атомских веза и самих атома (око 1 до 2 Å). Због тога конвенционални оптички микроскоп не може да реши просторни распоред атома у кристалу. Да би се то остварило, било би неопходно зрачење са много краћим таласним дужинама, попут рендгенских или неутронских зрака.
На жалост, фокусирање рендгенских зрака помоћу конвенционалних оптичких сочива представља технички изазов. Научници су остварили известан успех у фокусирању рендгенских зрака помоћу микроскопских плоча Фреснелове зоне направљених од злата и рефлексијом критичног угла унутар дугачких сужених капилара. Дифрактовани рентгенски или неутронски зраци не могу се фокусирати да би се створиле слике, те се структура узорка мора реконструисати из дифракционог патерна.
Дифракциони обрасци произилазе из конструктивне интерференције упадног зрачења (рендгенски зраци, електрони, неутрони), расути периодичним, понављајућим карактеристикама узорка. Због своје високо уређене и понављајуће атомске структуре (Бравеова решетка), кристали на кохерентан начин дифрактују x-зраке, које се називају и Брагова рефлекција.

## Подела и примена
Према тим критеријима дели се на неколико грана. 
- Геометријска кристалографија (кристалографија у ужем смислу) бави се прецизним описивањем кристала, као што су облик, врсте разноврсности и учесталост кристалних облика, симетрија грађе и начина окрупњавања.
- Хемијска кристалографија (физичка кристалографија) анализира односе између облика и физичких особина, особито оптичких особина кристала.
- Структурна кристалографија проучава унутрашњи распоред честица у кристалима. Током неколико посљедњих деценија ова област се развијала убрзано, захваљујући осавремењавању опреме и одговарајућих рачунарских софтвера.

Кристалографија се данас примењује у многим природним нукама (минералогија и рударство, физика чврстог стања,  хемија, биологија, медицина), а најчешће у индустрији, као што су: метална, оптичка, хемијска, керамичка, индустрија стакла, електроиндустрија и сродним делатностима).

## Дифракција рендгенским зрацима
Кристална структура се открива анализом особина дифракције узорка у снопу неке врсте зрачења. Ову технику су заједнички осмислили Вилијам Хенри Браг (1862-1942) и његов син Вилијам Лоренс Браг (1890-1971), који су заједно освојили Нобелову награду за физику за 1915. Лоренс Браг је најмлађи добитник Нобелове награде, а био је директор Кавендиш Лабораторије на Универзитету у Кембриџу, у периоду када су Џејмс Д. Вотсон и Франсис Крик у фебруару 1953. открили структуру ДНК.
У кристалографији се најчешће користе рендгенски зраци, али за неке сврхе и електрони или неутрони. Због различитих облика интеракције, ове три врсте зрачења су погодне за различите кристалографске студије.

## Техника
Неки материјали који се проучавају помоћу кристалографије, протеини, на пример, не јављају се природно као кристали. Такве молекуле се обично налазе у раствору, а кристализују се само под подесним условима.
Када се добије кристал, подаци могу бити прикупљени помоћу снопа зрачења. Иако је опрема за дифракције X-зрацима уобичајена, кристалографија често користи посебни извор синхротроне светлости за X-зраке. Они производе јасније и потпуније налазе. Синхротронски извори такође дају много већи интензитет X-зрака, тако да се подаци прикупљају за краће време него што је обично потребно при слабијим  изворима.
Добијање слике дифракције захтева софистициране математичке поступке. Математичке методе за анализу дифракцијских података се односе на особине које се уочавају само онда када таласи скрећу од уредних низова. Зато се кристалографија у највећој мери односи само на кристале или на молекуле које могу кристализовати.
Упркос томе, одређена количина молекулских информација се може извести из образаца које генерирају влакна и прах. На пример, двоструко спиралне структура ДНК је изведена дифракцијом X-зрака, добијеном од влакнастих узорака.

## Електронска дифракција
Електронска кристалографија је начин да се одреди распоред атома у крутој материји помоћу мењача електронског микроскопа (ТЕМ). Метод је  осмислио Арон Клуг, који је освојио Нобелову награду за хемију за студије о вирусним структурама и РНК, 1982. године.
Прва успешна електронска кристалографија структуре протеина у посматрању атомске резолуција је остварена проучавањем бактериородопсина, 1990. године.

## Примери

### Кристалографија у инжењерству материјала
Кристалографија је алат који се често користи у науци о материјалима. Разумевање кристалне структуре је неопходно за уочавање кристалографских недостатака.
Бројна проучавања других физичких својстава су такође повезана са кристалографијом. На пример, минерали глине стварају мале, равне, плочасте структуре. Глина се може лако деформирати, јер такве честице клижу једне дуж других на равној плочи. Ипак остају и даље чврсто повезане у окомитом правцу на плоче. Такви механизми се могу проучавати мерењем кристалографске текстуре.
Кристалографија укључује и симетријске обрасце који могу настати од атома у кристалу.

### Биологија
Рендгенска кристалографија је био главни метод за одређивање 3-Д молекуларне структуре биолошких макромолекула. Најважније од њих су ензими и нуклеинске киселине, као што су ДНК и РНК. Заправо, двострука спирала структуре ДНК је откривена на основу кристалографских података. Прва кристална структура макромолекула је откривена 1958, у тродимензионалном моделу молекула миоглобина, анализом помоћу X-зрака. У Протеинској бази података (Protein Data Bank) (PDB) су слободно доступни подаци за структуре протеина и других биолошких макромолекула. За визуелни преглед структуре биолошких молекула могу се користити компјутерски програми. Рендгенска кристалографија уступа место електронској кристалографији за макромолекуле који не чине велике 3-Д кристале. Електронска кристалографија је коришћена и за одређивање протеинских структура, нарочито мембранских протеина и вирусних капсида.
Неутронска кристалографија се често користи за рафинирање структура добијених рендгенским методама или за решавање одређене везе; ове методе се често посматрају као комплементарне, јер су рендгенски зраци осетљиви на положаје електрона и најснажније се расипају на тешким атомима, док су неутрони осетљиви на положаје језгара и снажно се расејавају чак и на многим лаким изотопима, укључујући водоник и деутеријум. 

## Историја кристалографије
- 1669 − Николаус Стено проналази закон конзестенције углова
- 1801 − Рене Жист Аиј проналази закон симетрије кристала
- 1890/91 − Мориц Шенфлис и Јебграф Степанович проналазе 230 симетријских просторних група кристалографије
- 1912 − Макс фон Лауе истражује први пут кристале уз помоћ рендгенских снимака
- 1913 − Вилијам Хенри Браг проналази кристалографске структуре неких Минерала.
- 1953 − Џејмс Вацон проналази кристалну структуру ДНК.
- 1969 − Дороти Крауфут Хоџкин проналази кристалну струкутуру Инзулина.
- 1984 − Проналажење 5. симетрије (квази-кристала) у брзом хлађењу алуминијум-мангана.

## Стереографска пројекција
Уз помоћ стереографске пројекције је могуће пронаћи све симетрије једног тродимензионалног тела.